# Strafstoß (Kurzfilm)
Strafstoß ist ein 2008 erschienener Kurzfilm von Till Endemann.

## Handlung
Hauptperson des 15-minütigen Films ist der etwa 7-jährige Ulli Ratzel. Seine Leidenschaft ist Fußball, er bewundert David Odonkor, aber auch seinen älteren Bruder Kai, der offensichtlich kriminell und polizeibekannt ist.
Ulli bekommt von Kai einen von Odonkor handsignierten Fußball zum Geburtstag geschenkt, der ihm jedoch gleich von einem übelwollenden Altersgenossen wieder abgenommen und über die Gefängnismauer in den Gefängnishof geschossen wird. Als er den Ball zurückholen will, meint der grantige Pförtner nur, wenn er ins Gefängnis wolle, müsse er halt etwas anstellen.
Ulli nimmt das ernst und begeht verschiedene verbotene Handlungen, um ins Gefängnis zu kommen, vom Rotlichtverstoß bis zum LKW-Diebstahl und einem Banküberfall. Diese Taten enden immer glimpflich sowie damit, dass Ulli als Täter niemals ernst- oder auch nur wahrgenommen wird.
Als er enttäuscht wieder vor der Gefängnismauer sitzt, fliegt sein Ball zufällig nach einem zu hohen Schuss über die Mauer zu ihm zurück. Überglücklich macht er sich damit auf den Heimweg. Doch unterwegs sieht er im Schaufenster eines Sportartikelladens ein ganzes Netz solcher Bälle mit Odonkors Unterschrift und schließt daraus, dass sein Ball, den er für ein Unikat gehalten hat, nur ein billiges Massenprodukt ist. Er fühlt sich von Kai betrogen und verrät sein Versteck an die Polizei, die Kai sofort festnimmt.
Ulli bereut dies gleich, kann dem Polizeiwagen aber nur hinterherschauen. Überzeugt davon, dass Kai jetzt im Gefängnis ist, versucht er über die Mauer rufend mit ihm Kontakt aufzunehmen. Von innen antwortet ein Gefangener und bittet ihn, den Ball wieder über die Mauer zu schießen, sie würden gern weiter Fußball spielen. Gegen das Versprechen, dass sie Kai, wenn er kommt, für ihn um Entschuldigung bitten, tut er das und geht zufrieden nach Hause.
Im Abspann sieht Ulli im TV, wie bei Odonkors Signier-Aktion ihm ein gerade signierter Ball von einem vorbeispringenden Dieb aus der Hand gerissen wurde. So erfährt er, dass sein Ball sehr wohl handsigniert war und Kai ihn für seinen kleinen Bruder gestohlen hat.

## Rezeption
Die Deutsche Film- und Medienbewertung verlieh dem Film das Prädikat wertvoll mit der Begründung: 

„Der 7jährige Uli ist ein durchweg positiver Held und wird von David Krstic auch meist entsprechend natürlich und sympathisch verkörpert. Nur manchmal wird er ein wenig übertrieben wie eine Cartoonfigur in Szene gesetzt, und dann watschelt er etwa mit einem Gang die Straße hinunter, der so bemüht komisch sein soll, das er es nicht mehr ist. Aber meist funktioniert diese kleine Burleske, in der alle Charaktere Witzfiguren sind, und selbst eine geladenen Pistole garantiert kein wirkliches Unheil anrichtet. Sie ist voller witziger Ideen, die auch sehr filmisch umgesetzt werden.“

### Auszeichnungen
Der Film gewann den Kinderfilmpreis auf dem Landshuter Kurzfilmfestival 2009.